# Leiobunum insignitum
Leiobunum insignitum is een hooiwagen uit de familie Sclerosomatidae.